# Allopathes denhartogi
Allopathes denhartogi is een Antipathariasoort uit de familie van de Antipathidae. De wetenschappelijke naam van de soort is voor het eerst geldig gepubliceerd in 2003 door Opresko.